# 대한민국의 해군참모차장
해군참모차장(영문 : Vice Chief of Naval Operations, R.O.K Navy/한문 : 海軍參謀次長)은 대한민국 해군을 대표하는 직위의 하나로 해군참모총장을 보좌한다. 국군 중장 중 서열 5위이며, 해군 중장 중 서열 1위이다.

## 역대 차장
| 순번   | 계급 | 성명           | 기수     | 임기                                |
| ------ | ---- | -------------- | -------- | ----------------------------------- |
| 제1대  | 소장 | 김일병(金一秉) | 특임     | 1955년 8월 20일 ~ 1959년 2월 22일   |
| 제2대  | 소장 | 김충남(金忠南) | 특임     | 1959년 2월 23일 ~ 1960년 11월 8일   |
| 제3대  | 소장 | 함명수(咸明洙) | 해사1기  | 1960년 11월 9일 ~ 1961년 9월 24일   |
| 제4대  | 소장 | 이맹기(李孟基) | 해사1기  | 1961년 9월 25일 ~ 1962년 9월 27일   |
| 제5대  | 소장 | 현시학(玄時學) | 해사1기  | 1962년 10월 2일 ~ 1963년 12월 20일  |
| 제6대  | 소장 | 함명수(咸明洙) | 해사1기  | 1963년 12월 21일 ~ 1964년 9월 9일   |
| 제7대  | 소장 | 장지수(張志洙) | 해사1기  | 1964년 9월 10일 ~ 1966년 8월 31일   |
| 제8대  | 소장 | 김준태(金晙泰) | 해사1기  | 1966년 9월 1일 ~ 1968년 12월 31일   |
| 제9대  | 중장 | 장지수(張志洙) | 해사1기  | 1969년 1월 1일 ~ 1969년 3월 31일    |
| 제10대 | 소장 | 김동배(金同培) | 특임     | 1969년 4월 10일 ~ 1970년 4월 14일   |
| 제11대 | 소장 | 김상길(金相吉) | 해사1기  | 1970년 4월 15일 ~ 1970년 12월 31일  |
| 제12대 | 중장 | 김광옥(金光玉) | 해사1기  | 1971년 1월 1일 ~ 1972년 3월 14일    |
| 제13대 | 소장 | 차수갑(車洙甲) | 해사2기  | 1972년 3월 15일 ~ 1973년 4월 30일   |
| 제14대 | 중장 | 오윤경(吳尹卿) | 해사3기  | 1973년 5월 1일 ~ 1974년 2월 27일    |
| 제15대 | 중장 | 유병봉(柳秉鳳) | 해사3기  | 1974년 2월 28일 ~ 1978년 8월 31일   |
| 제16대 | 중장 | 김종곤(金鍾坤) | 해사4기  | 1978년 9월 1일 ~ 1979년 4월 16일    |
| 제17대 | 중장 | 정원민(鄭元民) | 해사5기  | 1979년 5월 22일 ~ 1981년 5월 11일   |
| 제18대 | 중장 | 고중덕(高重德) | 해사7기  | 1981년 5월 12일 ~ 1982년 12월 28일  |
| 제19대 | 중장 | 김대용(金大溶) | 해사8기  | 1982년 12월 28일 ~ 1984년 1월 12일  |
| 제20대 | 중장 | 정현경(鄭顯檠) | 해사9기  | 1984년 1월 16일 ~ 1985년 1월 24일   |
| 제21대 | 중장 | 정용근(鄭容根) | 해사11기 | 1985년 1월 25일 ~ 1986년 9월 2일    |
| 제22대 | 중장 | 김종호(金悰鎬) | 해사10기 | 1986년 9월 3일 ~ 1987년 9월 4일     |
| 제23대 | 중장 | 김형진(金炯珍) | 해사12기 | 1987년 9월 7일 ~ 1989년 1월 9일     |
| 제24대 | 중장 | 백석기(白錫基) | 해사13기 | 1989년 1월 9일 ~ 1989년 9월 11일    |
| 제25대 | 중장 | 김철우(金鐵宇) | 해사14기 | 1989년 9월 12일 ~ 1991년 9월 3일    |
| 제26대 | 중장 | 김만청(金萬清) | 해사16기 | 1991년 9월 18일 ~ 1993년 6월 7일    |
| 제27대 | 중장 | 임태섭(林台燮) | 해사18기 | 1993년 6월 7일 ~ 1995년 3월 29일    |
| 제28대 | 중장 | 남정명(南正明) | 해사19기 | 1995년 4월 15일 ~ 1998년 4월 11일   |
| 제29대 | 중장 | 윤광웅(尹光雄) | 해사20기 | 1998년 4월 14일 ~ 1999년 3월 31일   |
| 제30대 | 중장 | 김무웅(金武雄) | 해사21기 | 1999년 3월 31일 ~ 2000년 3월 30일   |
| 제31대 | 중장 | 장정길(張正吉) | 해사21기 | 2000년 3월 31일 ~ 2001년 3월 31일   |
| 제32대 | 중장 | 오승열(吳承烈) | 해사24기 | 2001년 4월 24일 ~ 2003년 4월 18일   |
| 제33대 | 중장 | 최기출(崔基出) | 해사26기 | 2003년 4월 21일 ~ 2005년 4월 26일   |
| 제34대 | 중장 | 정관옥(鄭寬玉) | 해사27기 | 2005년 5월 3일 ~ 2006년 5월 1일     |
| 제35대 | 중장 | 권영준(權永준) | 해사27기 | 2006년 5월 2일 ~ 2006년 12월 1일    |
| 제36대 | 중장 | 서양원(徐良元) | 해사28기 | 2006년 12월 11일 ~ 2008년 3월 21일  |
| 제37대 | 중장 | 김성찬(金盛贊) | 해사30기 | 2008년 4월 3일 ~ 2010년 3월 19일    |
| 제38대 | 중장 | 최윤희(崔潤喜) | 해사31기 | 2010년 6월 30일 ~ 2011년 10월 17일  |
| 제39대 | 중장 | 황기철(黃基鐵) | 해사32기 | 2011년 11월 21일 ~ 2012년 11월 2일  |
| 제40대 | 중장 | 손정목(孫正睦) | 해사32기 | 2012년 11월 8일 ~ 2013년 10월 30일  |
| 제41대 | 중장 | 엄현성(嚴賢聖) | 해사35기 | 2013년 10월 30일 ~ 2014년 10월 15일 |
| 제42대 | 중장 | 정호섭(鄭鎬涉) | 해사34기 | 2014년 10월 20일 ~ 2015년 2월 26일  |
| 제43대 | 중장 | 이범림(李範林) | 해사36기 | 2015년 4월 15일 ~ 2016년 4월 29일   |
| 제44대 | 중장 | 정진섭(鄭鎭燮) | 해사37기 | 2016년 4월 30일 ~ 2016년 10월 26일  |
| 제45대 | 중장 | 김판규(金判圭) | 해사37기 | 2016년 10월 27일 ~ 2018년 11월 28일 |
| 제46대 | 중장 | 권혁민(權赫珉) | 해사40기 | 2018년 11월 29일 ~ 2020년 5월 8일   |
| 제47대 | 중장 | 김정수(金正守) | 해사41기 | 2020년 5월 9일 ~ 2021년 12월 16일   |
| 제48대 | 중장 | 김현일         | 해사42기 | 2021년 12월 17일 ~ 2022년 6월 8일   |
| 제49대 | 중장 | 김명수(金明秀) | 해사43기 | 2022년 6월 9일 ~ 2022년 11월 30일   |
| 제50대 | 중장 | 강동훈(姜東勳) | 해사43기 | 2022년 12월 1일 ~ 2023년 11월 6일   |
| 제51대 | 중장 | 강동길(姜東佶) | 해사46기 | 2023년 11월 6일 ~ 2024년 11월 26일  |
| 제52대 | 중장 | 최성혁(崔成赫) | 해사46기 | 2024년 11월 26일 ~                  |

## 같이 보기
- 대한민국의 해군참모총장